# 斉藤猛
斉藤 猛（さいとう たけし、1963年〈昭和38年〉3月30日 - ）は、日本の政治家。東京都江戸川区長（2期）。

## 来歴
東京都出身。1982年（昭和57年）、江戸川区役所に奉職。福祉事務所にケースワーカーとして勤務。早稲田大学社会科学部卒業。
2018年（平成30年）4月、江戸川区教育長に就任。同年11月、江戸川区長の多田正見が翌年の区長選への不出馬を表明し、後継者に斉藤を指名した。
2019年（平成31年）2月15日、任期満了に伴う江戸川区長選挙に立候補する意向を表明。同年4月21日に行われた区長選挙で新人2人を破り初当選した。4月27日、区長に就任。
※当日有権者数：547,625人 最終投票率：42.4%（前回比：-0.7pts）
| 候補者名   | 年齢 | 所属党派 | 新旧別 | 得票数    | 得票率 | 推薦・支持 |
| ---------- | ---- | -------- | ------ | --------- | ------ | ---------- |
| 斉藤猛     | 56   | 無所属   | 新     | 147,993票 | 69.6%  | 自民・公明 |
| 沢田俊史   | 68   | 無所属   | 新     | 46,851票  | 22.0%  | 日本共産党 |
| 姫路けんじ | 67   | 無所属   | 新     | 17,643票  | 8.3%   |            |

2023年（令和5年）4月23日に行われた江戸川区長選挙で元区議の瀬端勇を破り再選。